# Panaxia paucimacula
Panaxia paucimacula là một loài bướm đêm thuộc phân họ Arctiinae, họ Erebidae.